# 安塞尔莫·西尔维诺

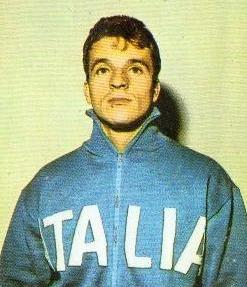
安塞尔莫·西尔维诺

安塞尔莫·西尔维诺（義大利語：Anselmo Silvino，1945年11月23日—），意大利男子举重运动员。他曾代表意大利参加1968年和1972年夏季奥林匹克运动会举重比赛，其中1972年奥运会获得一枚铜牌。